# Дру Даути
Ендру Филип Даути (енгл. Andrew Phillip Doughty; Лондон, 8. децембар 1989) професионални је канадски хокејаш на леду који игра на позицији одбрамбеног играча. Двоструки је освајач трофеја Стенли купа са екипом Лос Анђелес кингса и двоструки освајач олимпијског злата са репрезентацијом Канаде. На ЗОИ 2014. у Сочију изабран је у идеалну поставу олимпијског турнира.

## Клупска каријера
Гецлаф је хокеј на леду почео да тренира још као четворогодишњи дечак, а пре него је закорачио у свет професионализма играо је за јуниорски тим Гелп сторма у развојној лиги Онтарија (од 2005. до 2008). На улазном драфту НХЛ лиге одржаном крајем јуна 2008. у Отавиу као 2. пика у првој рунди одабрала га је екипа Кингса из Лос Анђелеса.
За тим из највећег града Калифорније дебитовао је са непуних 18 година, на утакмици против Сан Хозе шаркса играној 11. октобра 2008, да би девет дана касније на утакмици против Аваланча постигао и свој први професионални погодак у каријери. Дебитантску сезону окончао је са 6 голова и 21 асистенцијом у укупно одиграној 81 утакмици. Већ у наредној сезони поправио је свој учинак на 59 освојених поена и тако заузео укупно треће место по екифасности у категорији одбрамбених играча. Јубиларни 100. поен у НХЛ лиги постигао је на утакмици против Аваланча играној 21. децембра 2010. године.
У септембру 2011. потписао је нови осмогодишњи уговор са Кингсима у вредности од 56 милиона америчких долара, или у просеку 7 милиона долара по сезони, чиме је постао најплаћенијим играчем у дотадашњој историји Кингса (претекавши Словенца Анжеја Копитара који је по сезони зарађивао 6,8 милиона долара).
Током плејоф серије у сезони 2011/12. на 20 одиграних утакмица остварио је статистички учинак од 4 гола и 12 асистенција, а екипа Кингса је дошла до свог историјског првог трофеја Стенли купа након победе над Њу Џерзи девилсима укупним резултатом 4:2 у победама. Даути је проглашен за најкориснијег играча финалне серије. Две године касније, у сезони 2013/14. екипа Кингса осваја своју другу титулу победника Стенли купа, а Даути је у плејофу постигао 5 голова и 13 асистеција.

## Репрезентативна каријера
Дебитантски наступ на великој сцени у дресу репрезентације Канаде остварио је 2007. на светском првенству за играче до 18 година на којем је на 6 одиграних утакмица остварио статистички учинак од 5 поена. На светском првенству за играче до 20 година старости 2008. освојио је златну медаљу, уврштен је и у идеалну поставу турнира уз индивидуално признање за најбољег одбрамбеног играча.
За сениорску репрезентацију Канаде дебитовао је на Светском првенству 2009. у Швајцарској, турниру на којем су Канађани освојили сребрну медаљу. Даути је одиграо свих 9 утакмица, постигао један гол и 6 асистенција. Захваљујући одличним партијама које је пружао на том првенству уврштен је у олимпијски тим Канаде за ЗОИ 2010. које су се одржавале управо у Ванкуверу. Селекција Канаде је у финалу олимпијског турнира савладала Сједињене Државе и освојила златну олимпијску медаљу.
На Зимским олимпијским играма 2014. у Сочију Канађани су успешно одбранили титулу олимпијског победника, а Дру Даути је уврштен у идеалну поставу олимпијског турнира. Са постигнута 4 гола и 2 асистенције проглашен је за најефикаснијег играча канадског тима (Ши Вебер је такође имао 6 поена, али у омјеру голова и асистенција од 3:3).